# Trzęsienie ziemi w Yellowstone (1959)
Trzęsienie ziemi w Yellowstone (również trzęsienie ziemi nad Jeziorem Hebgen) miało miejsce 17 sierpnia 1959 roku o godzinie 23:17 w południowo-zachodniej części stanu Montana. Siła trzęsienia ziemi według zapisów wyniosła od 7,3 do 7,5 stopni w skali Richtera. Wstrząsy spowodowały wystąpienie ogromnego osuwiska, które spowodowało śmierć 28 osób, a straty materialne zostały oszacowane na 11 mln dolarów amerykańskich. Ponadto osuwisko spowodowało zablokowanie koryta rzeki Madison i w rezultacie powstało jezioro Earthquake Lake. Trzęsienie ziemi było również odczuwalne w sąsiednich stanach: Idaho i Wyoming.

## Trzęsienie ziemi
Trzęsienie ziemi, które nawiedziło region Parku Narodowego Yellowstone, osiągnęło siłę od 7,3 do 7,5 stopni w skali Richtera i według National Weather Service trwało około 30–40 sekund. W trakcie trwania trzęsienia ziemi poziom gruntu obniżył się o 6 m oraz nastąpił tymczasowy wzrost wody w jeziorze Hebgen. Wstrząsy wtórne osiągnęły siłę od 5,8 do 6,3 stopni w skali Richtera.
Osunięcia ziemi, które wystąpiły w następstwie silnych wstrząsów, sprawiły przemieszczenie się 80 mln ton skał, błota i gruzu w dół doliny. W Parku Narodowym Yellowstone osuwiska spowodowały zablokowanie dróg i uszkodzenie mostów. W miastach Bozeman, Butte i West Yellowstone zostało uszkodzonych lub zniszczonych wiele domów.
Tereny położone nad jeziorem Hebgen również ucierpiały w wyniku wystąpienia trzęsienia ziemi. Wzrost poziomu wody w jeziorze o 0,5 m spowodował zalanie pobliskich dróg. Z powodu podwyższonego stanu wody w jeziorze Hebgen z miejscowości Ennis ewakuowano większość mieszkańców.
Na Przełęczy Raynolds, położonej we wschodniej części stanu Idaho obsunięcie ziemi spowodowało śmierć 8 osób. Wstrząsy wystąpiły nawet na Portoryko, gdzie zaobserwowano wahania wody w studniach w granicach 3 mm.

### Earthquake Lake
Osuwiska powstałe w wyniku wstrząsów zablokowały koryto rzeki Madison. Naturalna zapora przyczyniła się do wzrostu poziomu wody i powstania jeziora Earthquake. Obawiając się, że ogromna masa wody może spowodować runięcie zapory i wywołać powódź, Korpus Inżynieryjny Armii Stanów Zjednoczonych rozpoczął prace nad budową kanału o szerokości około 76 m i głębokości ponad 4 m. Kanał uruchomiono 10 września 1959 roku. Dodatkowo został wybudowany drugi kanał, który miał zapobiec erozji; jego uruchomienia nastąpiło 29 października. Budowa dwóch kanałów kosztowała 1,7 mln dolarów amerykańskich.